# Maria Bonafede

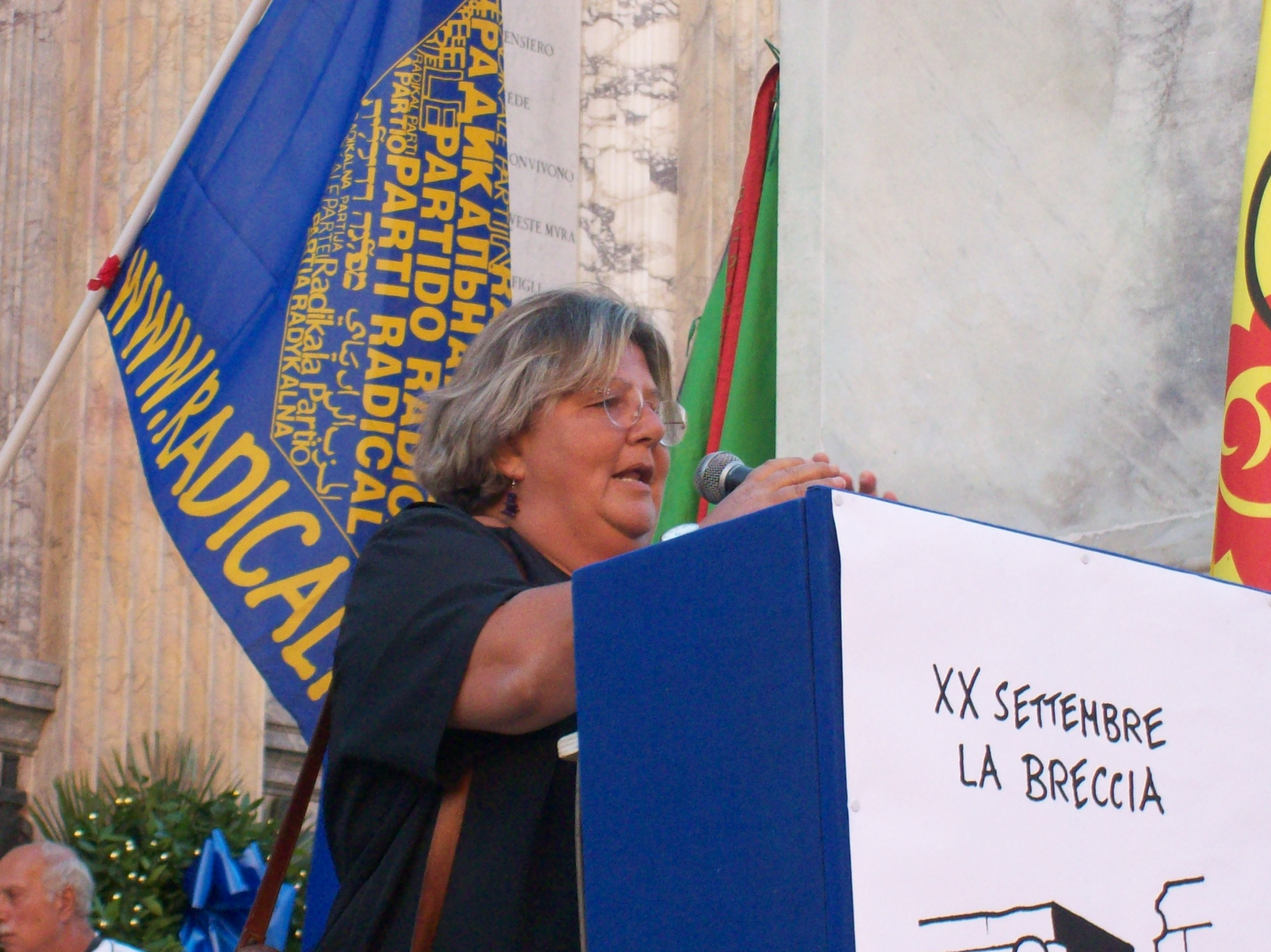
Maria Bonafede (2012)

Maria Bonafede (* 8. Juni 1954 in Mailand) ist eine Pastorin der Evangelischen Waldenserkirche Italiens.
Bonafede wuchs in einer konfessionsverbindenden Familie in Mailand auf. Ihr Vater gehörte der römisch-katholischen Kirche an, die Mutter war Waldenserin.
Nach dem Besuch des Liceo studierte Bonafede Literaturwissenschaft und Philosophie an der Universität Mailand und Evangelische Theologie an der Fakultät der Waldenser in Rom. Ihr Ehemann Daniele Garrone ist Dozent für Altes Testament an dieser Fakultät.
Im Jahr 1985 wurde Maria Bonafede als Pastorin ordiniert. Nachdem sie von 1984 bis 1986 in der methodistischen Gemeinde von Mailand und Novara gearbeitet hatte, war sie bis 1988 in der waldensischen Kirche von Brescia tätig, danach bis 2003 Pastorin der Waldenserkirche an der Piazza Cavour in Rom. Ein Jahr Vakanzvertretung an der methodistischen Kirche in Rom (Via XX Settembre) folgte.
Maria Bonafede war von 2000 bis 2005 Vizemoderatorin, von 2005 bis 2012 Moderatorin der Tavola Valdese, des Leitungsgremiums der Waldenserkirche, und damit auch die erste Repräsentantin dieser Kirche gegenüber der Öffentlichkeit. Sie war die erste Frau, die in dieses Amt gewählt wurde.
Seit 2013 ist Maria Bonafede Pastorin der Waldenserkirche von Turin.